# Daihatsu Materia

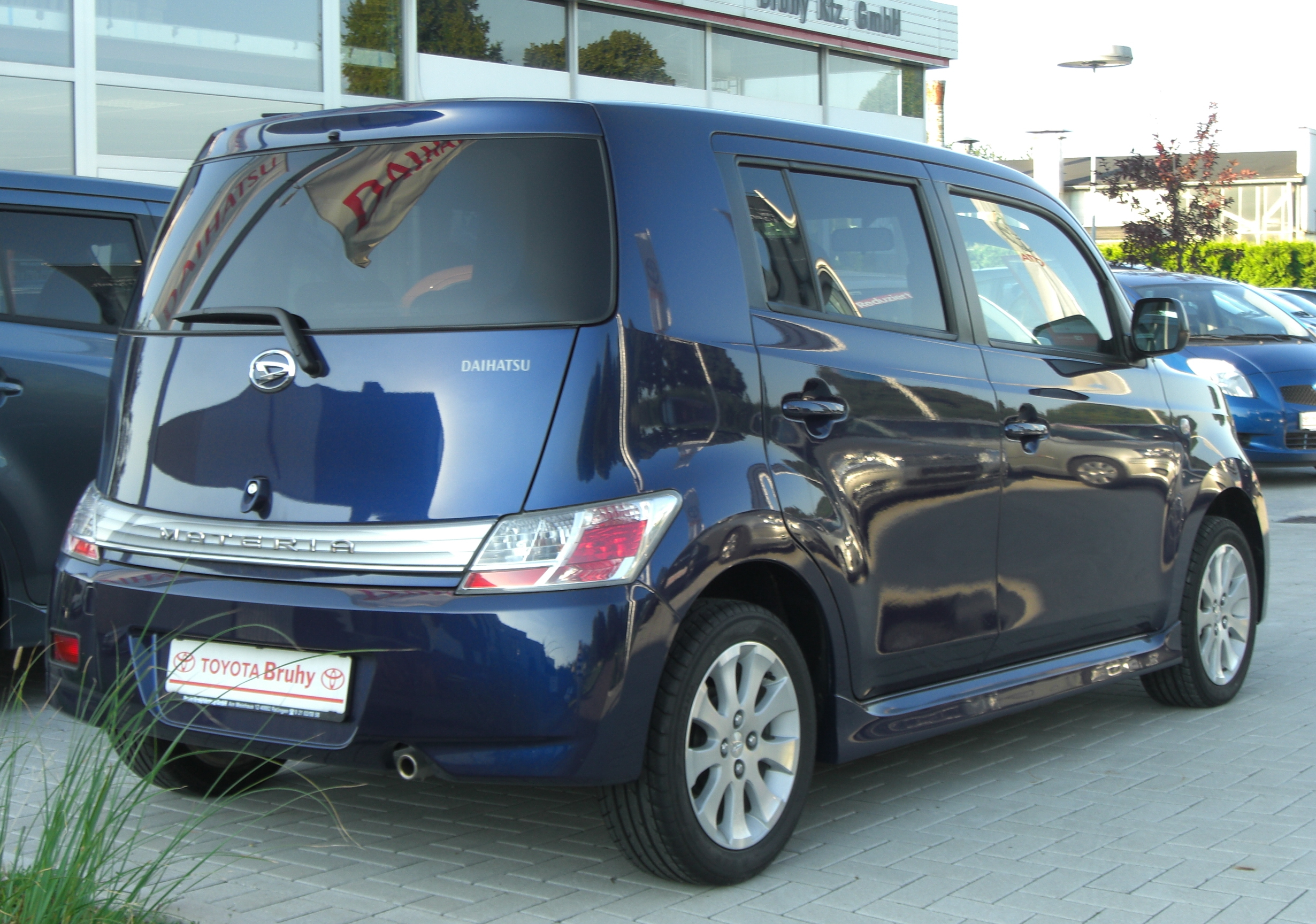
Daihatsu Materia – tył

Daihatsu Materia – samochód osobowy typu minivan produkowany od 2006 roku przez japońską marką Daihatsu wchodzącą w skład koncernu Toyota Motor Corporation. Materia zastąpiła model Daihatsu YRV.

## Dane techniczne
- Rodzaj silnika: R4 DOHC
- Pojemność skokowa silnika: 1298
- Liczba zaworów na cylinder: 4 DVVT
- Moc max silnika (kW): 67
- Maksymalne obroty: 6000
- Maks. moment obrotowy: 120,00
- Napęd: przedni
- Rozstaw osi: 2540
- Rodzaj hamulców z przodu: tarczowe
- Rodzaj hamulców z tyłu: bębnowe
- Masa: 1050
- Bagażnik: 165

### Daihatsu YRV 1.5 2WD lub 4WD
- Pochodzenie: Azja
- Nadwozie: minivan
- Liczba drzwi: 5
- Rodzaj silnika: R4
- Pojemność skokowa silnika: 1495
- Liczba zaworów na cylinder: 4
- Moc silnika: 74 kW /101 KM
- Maksymalne obroty: 6000
- Maks. moment obrotowy	dla manualnej: 132/4000, dla automatycznej: 138/4000
- Napęd: przedni lub obie osie
- Rozstaw osi: 2540
- Rodzaj hamulców z przodu: tarczowe
- Rodzaj hamulców z tyłu: bębnowe
- Masa: 1030 kg 2WD, lub 1100 kg 4WD
- Maksymalna dopuszczalna masa: 1630 kg